# 北勢鉄道20形電気機関車

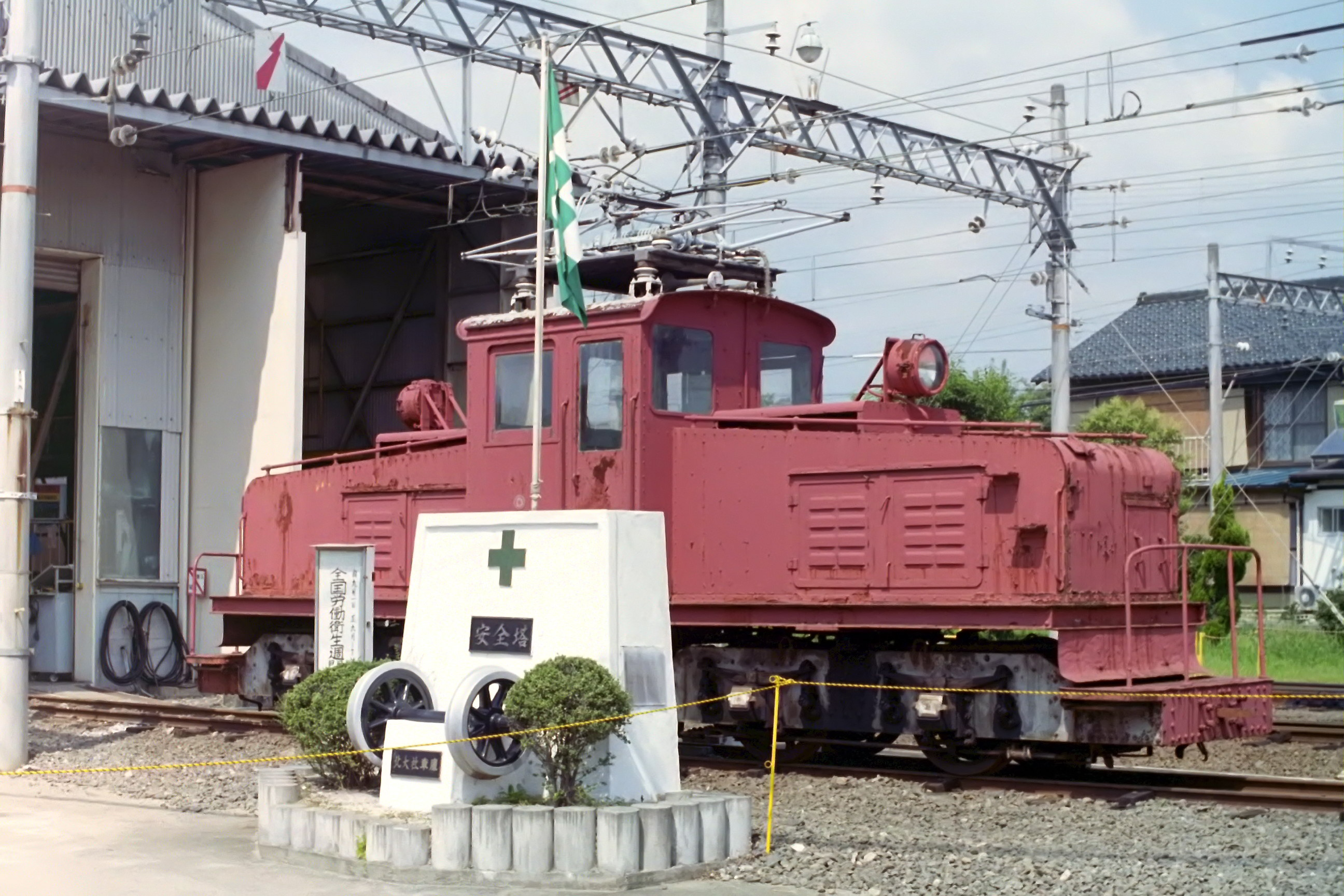
デ45（車籍抹消後）　1992年9月

20形は北勢鉄道（現在の三岐鉄道北勢線）が1931年の路線電化にあたり新造した、4動軸の凸型電気機関車である。
製造以来、28年に渡って員弁川から産出する砂利の輸送に使用された。

## 概要
1931年7月8日の六石 - 阿下喜間延長および全線電化開業に際して敷設された、員弁川砂利採取線からの直営砂利事業のための貨物輸送を主目的として、Nos.20・21の2両が1931年2月に名古屋の日本車輌製造本店で製造された。
これらは1944年2月11日の北勢電気鉄道の三重交通への統合で71形71・72へ改番され、更に1965年の三重電鉄の近鉄合併時に他線区在籍車との車番重複を解消するため、デ45形デ45・デ46に再改番された。

## 車体
全長9.3m、自重12.6t、と日本の762mm軌間軽便鉄道向け電気機関車としては比較的大型の凸型車体を備える。
1位側（阿下喜側）の機械室には空気圧縮機や第1・第2元空気溜などの空制機器を搭載し、2位側（西桑名側）の機械室には抵抗器などの電装品を搭載する。運転室部分には中央2位寄りに直接制御器と座席が設置され、乗務員は横向きに着座するレイアウトである。
台車間を中間連結器でつなぎ、直接牽引力による負荷が車体にかからない構成であったため、台枠はこのクラスの電気機関車としては華奢な、通常の形鋼を組んだ設計となっている。これに対し、妻面が2枚窓で左右に乗務員扉を配した運転室や前後の機械室は鋲接で組み立てられた当時の凸型電気機関車としては定石通りの設計であった。
前照灯は前後の機械室上面の点検蓋中央に1基ずつ独立した灯具に収めて搭載し、標識灯は2灯ずつ機械室端面に左右に振り分けてマウントされている。

## 主要機器

### 電装品
電装品は三菱電機製で統一されており、直接制御器と端子電圧750V時定格出力46.6kWの主電動機を吊り掛け駆動方式で各台車に2基ずつ計4基搭載した、シンプルな回路構成の直接制御車である。
集電装置はシンプルカテナリー式で電化されたため、新造当初より運転室の屋根上に菱枠形パンタグラフが搭載されている。

### 台車
鋲接組み立ての板台枠構造で重ね板ばねを軸ばねおよび枕ばねとする、本格的な構成の2軸ボギー台車を2喜装着する。
この台車は左右の側枠が前後に長く延伸されて端梁で結合されるが、車体中央寄り端梁には中間連結器が、両端寄り端梁にはピン・リンク式連結器がそれぞれマウントされており、牽引力は車体を介さず直接台車から被牽引対象である客貨車に伝えられる構造となっている。
このため、牽引力を負担する必要のない車体の台枠が簡素な構造となっており、また、この台車構造故に両端のデッキは台車上に設けられたため、床面高さ550mmと極端に低い位置となっている。

### ブレーキ
貨車に貫通制動機が搭載されていない、簡素な軽便鉄道用機関車ということもあってか、非常直通ブレーキが採用されている。
これはブレーキシリンダーを運転室直下の運転台寄りに1基搭載し、ここから前後の台車にロッドを介してブレーキ力が伝達される当時の定石通りの構造である。また、これに加えて反対側の床下には手ブレーキに必要なプーリーなどが装架されており、空気制動が使用できない際には座席と点対称の位置に設置されたハンドブレーキ・ホイールを回転させて制動する設計となっていた。
なお、空転時の撒砂に用いられる砂箱は、台車ではなく各機械室の端部に設けられており、その上部に設けられた開口部から砂を補給し、必要に応じて運転台からの空気圧操作で撒砂を行った。

### 連結器
基準面からの高さ380mmの位置に、前述の通り台車端梁に直接マウントする形でピン・リンク式連結器が取り付けられ、北勢線在籍旅客車の連結器が4/3サイズの自動連結器に交換された際にも保線用貨車を含め、そのままとされていたが、20→デ45については除籍後、機械扱いとなってからは必要に応じて2種の連結器を交換して使用された。

## 運用
基本的には員弁川の砂利採集事業のために新造された電気機関車であったため、竣工から三重交通への統合後までの長期間に渡って、国鉄線との貨物積み替え駅となる西桑名のホッパー線から星川の構内側線までの往復で終始していた。
だが、その需要の大きさなどから将来は当面安泰と思われていたこの砂利採集線は、1959年9月26日の伊勢湾台風でその諸設備について致命的な大打撃を受け、復旧に巨額の費用を要する見通しとなったことなどから、自動車輸送への転換と路線の廃止が決定された。
このため、本形式はその本来の使途を失って余剰と化し、71は北勢線に留まって多客期の客車牽引や保線貨車牽引を主任務とするようになった。もっとも、運用数に比して2両の在籍は過剰であり、余剰となった72は1959年に三重線へ転属、老朽化等の問題を抱えていた51形と置き換わる形で、客車牽引に用いられることとなった。こうして転用が図られた72であるが、1964年の湯の山線改軌以後は電動車の余剰もあって稼働率が急激に低下し、車庫で待機する時間が大半を占めるようになった。同車は近鉄合併時に承継されデ46と改番の上で他の電気機関車が淘汰された後も内部・八王子線用として残されていたが、結局1975年に廃車解体されている。
これに対し、北勢線に残存した71→デ45は北勢線近代化事業が実施された1979年まで営業用車両としての車籍を保ったまま維持され、除籍後も1980年代中盤まで北大社の構内入れ替え等に用いられていたが、後にこちらも廃車解体されている。
ただし、頑丈な板台枠台車は重量物積載用の仮台車として便利であったためか、一方が転用され、北大社車庫に現存している。